# Bandera de Tornabous
La bandera oficial de Tornabous té la següent descripció:
| « | Bandera apaïsada, de proporcions dos d'alt per tres de llarg, verd clar, amb el bou blanc passant cap a l'asta de l'escut, d'alçària 3/5 de la del drap i llargària 7/15 de la del mateix drap, al centre; i amb la rella blanca de l'escut, d'alçària 9/40 i llargària 1/15, posada a 1/10 de la vora superior i a 1/15 de la de l'asta. | » |

## Història
Fou aprovada per la Generalitat el 6 de juliol de 2016 i publicada al DOGC el 18 de juliol amb el número 7164.

## Curiositat
Banderes que també carreguen una rella

Bandera de Juncosa
Bandera de les Masies de Voltregà
Bandera de Tavèrnoles